# Darney (Mondkrater)
Darney ist ein kleiner, schüsselförmiger Einschlagkrater auf der Mondvorderseite zwischen Mare Cognitum und Mare Nubium, nördlich des Kraters Lubiniezky und südwestlich von Fra Mauro.
| Buchstabe | Position           | Durchmesser | Link |
| --------- | ------------------ | ----------- | ---- |
| B         | 14,83° S, 26,47° W | 4 km        |      |
| C         | 14,15° S, 26,09° W | 13 km       |      |
| D         | 14,54° S, 27,1° W  | 5 km        |      |
| E         | 12,45° S, 25,48° W | 4 km        |      |
| F         | 13,34° S, 26,49° W | 4 km        |      |
| J         | 14,38° S, 21,51° W | 7 km        |      |

Der Krater wurde 1935 von der IAU nach dem französischen Astronomen Maurice Darney offiziell benannt.